# Nothobranchius palmqvisti
Nothobranchius palmqvisti är en fiskart som först beskrevs av Einar Lönnberg 1907.
Nothobranchius palmqvisti ingår i släktet Nothobranchius och familjen Nothobranchiidae. IUCN kategoriserar arten globalt som livskraftig. Inga underarter finns listade i Catalogue of Life.